# 西沢一希
西沢 一希（にしざわ かずき、1998年9月13日 - ）は、長野県上田市出身のプロ野球審判員。審判員袖番号は46。

## 経歴
小学4年生のときに塩川少年野球スポーツ少年団に所属し、丸子北中時代は野球部と丸子北クラブスポーツ少年団に所属。中学2年生のときにはスポーツ少年団が第29回全国少年軟式野球北信越大会優勝を果たしており、3年生のときにはキャプテンを務めた。中学卒業後は上田東高校に進学。当初は高校卒業後、海上保安庁を目指していたが、野球部の練習試合の審判を頼まれたことをきっかけに野球審判員を目指すようになる。
2017年、高校卒業と同時にプロ野球独立リーグ・四国アイランドリーグplusの審判部に入部。審判員としての経験が浅いながらも、同年12月の第5回NPBアンパイア・スクールに参加すると、NPB研修審判員に合格を果たした。2018年は研修審判員として再度四国アイランドリーグplusに派遣され、シーズン終了後、同リーグの最優秀審判賞に選出された。
2019年1月1日に日本野球機構審判部に、二軍公式戦に出場する育成審判員として入局。2022年1月1日より一軍公式戦も担当できる正審判員に昇格した。

## 審判員出場記録
2024年終了、一軍公式戦出場はなし。